# FIVB Beach Volleyball World Tour 2019
FIVB Beach Volleyball World Tour 2019  var den 31:a upplagan av den professionella tävlingsserien i beachvolley, som organiseras av  FIVB. Den spelades från augusti 2018 till september 2019.

## Spelkalender
Legend
| World Tour Finals               |
| 5-stjärneturnering/Major Series |
| 4-stjärneturnering              |
| 3-stjärneturnering              |
| 2-stjärneturnering              |
| 1-stjärneturnering              |

### Damer
| Turnering                                                                           | Mästare                                                                   | Tvåa                                                   | Trea                                                                      | Fyra                                                     |
| ----------------------------------------------------------------------------------- | ------------------------------------------------------------------------- | ------------------------------------------------------ | ------------------------------------------------------------------------- | -------------------------------------------------------- |
| Siófok Open Siófok, Ungern US$10 000 23–26 augusti 2018                             | Tjaša Jančar (SLO) · Tjaša Kotnik (SLO) · 21–19, 21–12                    | Sara Cavretti (SWE) · Sofia Wahlén (SWE)               | Satono Ishitsubo (JPN) · Asami Shiba (JPN) · 21–14, 21–17                 | Agata Ceynowa (POL) · Martyna Kłoda (POL)                |
| Montpellier Open Montpellier, Frankrike US$10 000 28 augusti–1 september 2018       | Alexandra Jupiter (FRA) · Lézana Placette (FRA) · 21–15, 12–21, 15–12     | Esmée Böbner (SUI) · Zoé Vergé-Dépré (SUI)             | Nicole Eiholzer (SUI) · Elena Steinemann (SUI) · 22–20, 14–21, 15–6       | Ophélie Lusson (FRA) · Laura Longuet (FRA)               |
| Zhongwei Open Zhongwei, Kina US$50 000 14–16 september 2018                         | Wen Shuhui (CHN) · Wang Jingzhe (CHN) · 21–14, 26–24                      | Wang Fan (CHN) · Xue Chen (CHN)                        | Maria Clara Salgado (BRA) · Elize Maia (BRA) · 21–18, 21–18               | Zhu Lingdi (CHN) · Lin Meimei (CHN)                      |
| Qinzhou Open Qinzhou, Kina US$75 000 30 september–4 oktober 2018                    | Ana Patrícia Ramos (BRA) · Rebecca Cavalcanti (BRA) · 18–21, 21–15, 15–12 | Marta Menegatti (ITA) · Viktoria Orsi Toth (ITA)       | Sarah Sponcil (USA) · Kelly Claes (USA) · 21–13, 21–16                    | Evgenia Ukolova (RUS) · Ekaterina Birlova (RUS)          |
| Yangzhou Open Yangzhou, Kina US$150 000 10–14 oktober 2018                          | Alexandra Klineman (USA) · April Ross (USA) · 21–19, 21–16                | Ana Patrícia Ramos (BRA) · Rebecca Cavalcanti (BRA)    | Sara Hughes (USA) · Summer Ross (USA) · 16–21, 23–21, 15–5                | Sarah Pavan (CAN) · Melissa Humana-Paredes (CAN)         |
| Las Vegas Open Las Vegas, United States US$150 000 17–21 oktober 2018               | Heather Bansley (CAN) · Brandie Wilkerson (CAN) · 21–17, 17–21, 15–9      | Sarah Pavan (CAN) · Melissa Humana-Paredes (CAN)       | Carolina Solberg Salgado (BRA) · Maria Antonelli (BRA) · Injury lag B     | Ana Patrícia Ramos (BRA) · Rebecca Cavalcanti (BRA)      |
| Chetumal Open Chetumal, Mexiko US$75 000 24–28 oktober 2018                         | Heather Bansley (CAN) · Brandie Wilkerson (CAN) · 21–12, 21–13            | Caitlin Ledoux (USA) · Geena Urango (USA)              | Kerri Walsh Jennings (USA) · Brooke Sweat (USA) · 16–21, 21–8, 15–10      | Megan McNamara (CAN) · Nicole McNamara (CAN)             |
| Ljubljana Winter Edition Ljubljana, Slovenien US$10 000 29 november–2 december 2018 | Panagiota Karagkouni (GRE) · Vassiliki Arvaniti (GRE) · 21–18, 21–15      | Vytenė Vitkauskaitė (LTU) · Urtė Andriukaitytė (LTU)   | Diana Lunina (UKR) · Maryna Samoday (UKR) · 21–14, 21–15                  | Varvara Brailko (LAT) · Anete Namiķe (LAT)               |
| The Hague Open The Hague, Nederländerna US$150 000 2–6 januari 2019                 | Ana Patrícia Ramos (BRA) · Rebecca Cavalcanti (BRA) · 21–10, 21–18        | Sarah Sponcil (USA) · Kelly Claes (USA)                | Taru Lahti (FIN) · Anniina Parkkinen (FIN) · 15–21, 21–13, 15–6           | Alexandra Klineman (USA) · April Ross (USA)              |
| Phnom Penh Open Phnom Penh, Kambodja US$50 000 21–24 februari 2019                  | Panagiota Karagkouni (GRE) · Vassiliki Arvaniti (GRE) · 21–14, 21–17      | Amanda Dowdy (USA) · Corinne Quiggle (USA)             | Chiyo Suzuki (JPN) · Yurika Sakaguchi (JPN) · 19–21, 23–21, 15–12         | Rumpaipruet Numwong (THA) · Tanarattha Udomchavee (THA)  |
| Vizag Open Indien Visakhapatnam, Indien US$10 000 27 februari–2 mars 2019           | Martina Bonnerová (CZE) · Martina Maixnerová (CZE) · 19–21, 21–18, 15–9   | Chiyo Suzuki (JPN) · Yurika Sakaguchi (JPN)            | Nadine Strauss (AUT) · Teresa Strauss (AUT) · 21–16, 21–18                | Miller Pata (VAN) · Sherysyn Toko (VAN)                  |
| Sydney Open Sydney, Australien US$75 000 6–10 mars 2019                             | Becchara Palmer (AUS) · Nicole Laird (AUS) · 21–19, 16–21, 15–13          | Emily Day (USA) · Betsi Flint (USA)                    | Kerri Walsh Jennings (USA) · Brooke Sweat (USA) · 21–19, 21–19            | Wang Fan (CHN) · Xia Xinyi (CHN)                         |
| Battambang Open Battambang, Kambodja US$10 000 4–7 april 2019                       | Lara Dykstra (USA) · Cassie House (USA) · 21–19, 21–14                    | Konstantina Tsopoulou (GRE) · Dimitra Manavi (GRE)     | Satono Ishitsubo (JPN) · Asami Shiba (JPN) · 22–20, 21–13                 | Sakurako Fujii (JPN) · Minori Kumada (JPN)               |
| SMM Pak Bara Beach in Satun Satun, Thailand US$10 000 8–11 april 2019               | Kou Nai-han (TWN) · Liu Pi-hsin (TWN) · 18–21, 21–18, 15–12               | Miller Pata (VAN) · Sherysyn Toko (VAN)                | Diana Lunina (UKR) · Maryna Samoday (UKR) · 23–21, 21–15                  | Andrea Galindo (COL) · Claudia Galindo (COL)             |
| Langkawi Open Langkawi, Malaysia US$10 000 11–14 april 2019                         | Lara Dykstra (USA) · Cassie House (USA) · 16–21, 21–19, 15–13             | Diana Lunina (UKR) · Maryna Samoday (UKR)              | Konstantina Tsopoulou (GRE) · Dimitra Manavi (GRE) · 13–21, 21–13, 15–13  | maju Sawame (JPN) · Yurika Sakaguchi (JPN)               |
| Göteborg Open Gothenburg, Sweden US$10 000 18–21 april 2019                         | Emi van Driel (NED) · Raïsa Schoon (NED) · 21–17, 21–18                   | Inna Makhno (UKR) · Iryna Makhno (UKR)                 | Ane Hjortland (NOR) · Victoria Kjølberg (NOR) · 21–14, 18–21, 17–15       | Katja Stam (NED) · Julia Wouters (NED)                   |
| Xiamen Open Xiamen, Kina US$150 000 24–28 april 2019                                | Ana Patrícia Ramos (BRA) · Rebecca Cavalcanti (BRA) · 25–23, 26–24        | Barbora Hermannová (CZE) · Markéta Sluková (CZE)       | Mariafe Artacho del Solar (AUS) · Taliqua Clancy (AUS) · 21–18, 21–13     | Summer Ross (USA) · Sara Hughes (USA)                    |
| Kuala Lumpur Open Kuala Lumpur, Malaysia US$75 000 30 april–4 maj 2019              | Barbora Hermannová (CZE) · Markéta Sluková (CZE) · 24–26, 22–20, 15–12    | Kerri Walsh Jennings (USA) · Brooke Sweat (USA)        | Julia Sude (GER) · Karla Borger (GER) · 23–21, 21–19                      | Paula Soria (ESP) · María Belén Carro (ESP)              |
| Tuan Chau Island Open Tuần Châu, Vietnam US$10 000 9–12 maj 2019                    | Ksenia Dabizha (RUS) · Daria Rudykh (RUS) · 21–16, 21–16                  | Ekaterina Syrtseva (RUS) · Alexandra Moiseeva (RUS)    | Yukako Suzuki (JPN) · Yui Nagata (JPN) · 21–19, 21–17                     | Beata Vaida (ROU) · Ioana-Alexandra Ordean (ROU)         |
| Itapema Open Itapema, Brasilien US$150 000 15–19 maj 2019                           | Alix Klineman (USA) · April Ross (USA) · 25–23, 18–21, 15–10              | Sarah Pavan (CAN) · Melissa Humana-Paredes (CAN)       | Heather Bansley (CAN) · Brandie Wilkerson (CAN) · 21–19, 17–21, 22–20     | Marleen van Iersel (NED) · Joy Stubbe (NED)              |
| Aydin Masters Aydın, Turkiet US$50 000 16–19 maj 2019                               | Maria Voronina (RUS) · Mariia Bocharova (RUS) · 21–17, 16–21, 16–14       | Diana Lunina (UKR) · Maryna Samoday (UKR)              | Laura Caluori (SUI) · Dunja Gerson (SUI) · 21–14, 21–14                   | Taylor Pischke (CAN) · Sophie Bukovec (CAN)              |
| Jinjiang Open Jinjiang, Kina US$150 000 22–26 maj 2019                              | Kerri Walsh Jennings (USA) · Brooke Sweat (USA) · 21–17, 21–19            | Mariafe Artacho del Solar (AUS) · Taliqua Clancy (AUS) | Ana Patrícia Ramos (BRA) · Rebecca Cavalcanti (BRA) · 21–19, 21–15        | Ágatha Bednarczuk (BRA) · Eduarda Santos Lisboa (BRA)    |
| Boracay Open Boracay, Filippinerna US$10 000 23–26 maj 2019                         | Satono Ishitsubo (JPN) · Asami Shiba (JPN) · 21–15, 21–18                 | Sakurako Fujii (JPN) · Minori Kumada (JPN)             | Brittany Kendall (AUS) · Stefanie Weiler (AUS) · 23–25, 21–13, 15–13      | Tjaša Kotnik (SLO) · Tjaša Jančar (SLO)                  |
| Ostrava Open Ostrava, Tjeckien US$150 000 29 maj–2 juni 2019                        | Ágatha Bednarczuk (BRA) · Eduarda Santos Lisboa (BRA) · 21–19, 21–17      | Ana Patrícia Ramos (BRA) · Rebecca Cavalcanti (BRA)    | Sanne Keizer (NED) · Madelein Meppelink (NED) · 25–23, 21–17              | Kerri Walsh Jennings (USA) · Brooke Sweat (USA)          |
| Silk Road Nantong Nantong, Kina US$50 000 30 maj–2 juni 2019                        | Wen Shuhui (CHN) · Wang Jingzhe (CHN) · 21–9, 18–21, 15–12                | Angela Lavalle (BRA) · Carolina Horta (BRA)            | Ksenia Dabizha (RUS) · Daria Rudykh (RUS) · 21–13, 21–16                  | Jagoda Gruszczyńska (POL) · Aleksandra Gromadowska (POL) |
| Silk Road Tangshan Nanjing, Kina US$50 000 6–9 juni 2019                            | Wen Shuhui (CHN) · Wang Jingzhe (CHN) · 21–17, 21–15                      | Angela Lavalle (BRA) · Carolina Horta (BRA)            | Chiyo Suzuki (JPN) · Yurika Sakaguchi (JPN) · 21–18, 22–20                | Agata Zuccarelli (ITA) · Gaia Traballi (ITA)             |
| Baden Open Baden, Österrike US$10 000 6–10 juni 2019                                | Katharina Schützenhöfer (AUT) · Lena Plesiutschnig (AUT) · 21–17, 21–12   | Katja Stam (NED) · Julia Wouters (NED)                 | Nadine Strauss (AUT) · Teresa Strauss (AUT) · 21–19, 18–21, 19–17         | Sarah Cools (BEL) · Lisa van den Vonder (BEL)            |
| Warszawa Open Warszawa, Polen US$150 000 12–16 juni 2019                            | Mariafe Artacho del Solar (AUS) · Taliqua Clancy (AUS) · 22–20, 21–17     | Kelley Larsen (USA) · Emily Stockman (USA)             | Ágatha Bednarczuk (BRA) · Eduarda Santos Lisboa (BRA) · 23–21, 21–16      | Carolina Solberg Salgado (BRA) · Maria Antonelli (BRA)   |
| Ios Island Open Ios, Grekland US$10 000 14–16 juni 2019                             | Konstantina Tsopoulou (GRE) · Dimitra Manavi (GRE) · 21–18, 21–16         | Ioana-Alexandra Ordean (ROU) · Beata Vaida (ROU)       | Anaya Evans (ENG) · Ellie Austin (ENG) · 21–17, 22–20                     | Sofia Ögren (SWE) · Camilla Nilsson (SWE)                |
| World Championships Hamburg, Tyskland US$500 000 28 juni–7 juli 2019                | Sarah Pavan (CAN) · Melissa Humana-Paredes (CAN) · 23–21, 23–21           | Alix Klineman (USA) · April Ross (USA)                 | Mariafe Artacho del Solar (AUS) · Taliqua Clancy (AUS) · 21–18, 22–20     | Nina Betschart (SUI) · Tanja Hüberli (SUI)               |
| Qidong Open Qidong, Kina US$50 000 4–7 juli 2019                                    | Wen Shuhui (CHN) · Wang Jingzhe (CHN) · 21–14, 14–21, 15–7                | Michaela Kubíčková (CZE) · Michala Kvapilová (CZE)     | Chiyo Suzuki (JPN) · Yurika Sakaguchi (JPN) · 21–17, 21–11                | Kou Nai-han (TWN) · Liu Pi-hsin (TWN)                    |
| Gstaad Major Gstaad, Schweiz US$300 000 9–14 juli 2019                              | April Ross (USA) · Alix Klineman (USA) · 15–21, 21–17, 15–12              | Carolina Solberg Salgado (BRA) · Maria Antonelli (BRA) | Ana Patrícia Ramos (BRA) · Rebecca Cavalcanti (BRA) · 21–14, 21–12        | Tanja Hüberli (SUI) · Nina Betschart (SUI)               |
| Daegu Open Daegu, Sydkorea US$10 000 11–14 juli 2019                                | Alexandra Moiseeva (RUS) · Ekaterina Syrtseva (RUS) · 15–21, 21–17, 15–12 | Kaho Sakaguchi (JPN) · Reika Murakami (JPN)            | Dhita Juliana (INA) · Putu Utami (INA) · 17–21, 21–18, 16–14              | Eva Freiberger (AUT) · Valerie Teufl (AUT)               |
| Alba Adriatica , Italien US$10 000 12–14 juli 2019                                  | Emi van Driel (NED) · Raïsa Schoon (NED) · 21–17, 21–11                   | Agata Zuccarelli (ITA) · Gaia Traballi (ITA)           | Katja Stam (NED) · Julia Wouters (NED) · 21–16, 21–17                     | Federica Frasca (ITA) · Arianna Barboni (ITA)            |
| Espinho Open Espinho, Portugal US$150 000 17–21 juli 2019                           | Nadezda Makroguzova (RUS) · Svetlana Kholomina (RUS) · 21–17, 21–16       | Kelly Claes (USA) · Sarah Sponcil (USA)                | Ana Patrícia Ramos (BRA) · Rebecca Cavalcanti (BRA) · 21–18, 18–21, 15–12 | Ágatha Bednarczuk (BRA) · Eduarda Santos Lisboa (BRA)    |
| Edmonton Open Edmonton, Kanada US$75 000 17–21 juli 2019                            | Sarah Pavan (CAN) · Melissa Humana-Paredes (CAN) · 21–11, 21–16           | Betsi Flint (USA) · Emily Day (USA)                    | Akiko Hasegawa (JPN) · Azusa Futami (JPN) · 21–19, 21–17                  | Becchara Palmer (AUS) · Nicole Laird (AUS)               |
| Tokyo Open Tokyo, Japan US$150 000 24–28 juli 2019                                  | Ágatha Bednarczuk (BRA) · Eduarda Santos Lisboa (BRA) · 21–19, 21–18      | April Ross (USA) · Alix Klineman (USA)                 | Heather Bansley (CAN) · Brandie Wilkerson (CAN) · 21–19, 21–11            | Julia Sude (GER) · Karla Borger (GER)                    |
| Vienna Major Wien, Österrike US$300 000 31 juli–4 augusti 2019                      | Sarah Pavan (CAN) · Melissa Humana-Paredes (CAN) · 21–19, 21–16           | Carolina Solberg Salgado (BRA) · Maria Antonelli (BRA) | Ágatha Bednarczuk (BRA) · Eduarda Santos Lisboa (BRA) · 31–29, 21–19      | Taiana Lima (BRA) · Talita Antunes (BRA)                 |
| Ljubljana Open Ljubljana, Slovenien US$10 000 1–4 augusti 2019                      | Inna Makhno (UKR) · Iryna Makhno (UKR) · 14–21, 21–16, 15–13              | Ane Hjortland (NOR) · Victoria Kjølberg (NOR)          | Katja Stam (NED) · Julia Wouters (NED) · 21–13, 21–11                     | Kaho Sakaguchi (JPN) · Reika Murakami (JPN)              |
| Beacharena Vaduz Vaduz, Liechtenstein US$10 000 7–11 augusti 2019                   | Emma Piersma (NED) · Pleun Ypma (NED) · 21–14, 21–14                      | Reika Murakami (JPN) · Kaho Sakaguchi (JPN)            | Sayaka Mizoe (JPN) · Suzuka Hashimoto (JPN) · w/o                         | Katja Stam (NED) · Julia Wouters (NED)                   |
| Miguel Pereira Open Miguel Pereira, Brasilien US$10 000 8–11 augusti 2019           | Diana Silva (BRA) · Andressa Ramalho (BRA) · 21–14, 19–21, 15–9           | Vitória Rodrigues (BRA) · Vanilda Leão (BRA)           | Josemari Alves (BRA) · Juliana Silva (BRA) · 20–22, 21–16, 15–13          | Izabel Santos (BRA) · Aline Lebioda (BRA)                |
| Budapest Open Budapest, Ungern US$10 000 8–11 augusti 2019                          | Chiyo Suzuki (JPN) · Yurika Sakaguchi (JPN) · 19–21, 21–17, 15–8          | Daria Mastikova (RUS) · Polina Tsyganova (RUS)         | Emi van Driel (NED) · Raïsa Schoon (NED) · 21–14, 21–15                   | Frankrikesca Kirwan (NZL) · Olivia MacDonald (NZL)       |
| Moscow Open Moskva, Ryssland US$150 000 14–18 augusti 2019                          | Anouk Vergé-Dépré (SUI) · Joana Heidrich (SUI) · 21–18, 16–21, 15–8       | Taiana Lima (BRA) · Talita Antunes (BRA)               | Kerri Walsh Jennings (USA) · Brooke Sweat (USA) · 24–26, 21–18, 15–10     | Julia Sude (GER) · Karla Borger (GER)                    |
| Knokke-Heist Open Knokke-Heist, Belgien US$10 000 15–18 augusti 2019                | Andrea Galindo (COL) · Claudia Galindo (COL) · 21–16, 19–21, 15–10        | Cecilie Olsen (DEN) · Sofia Bisgaard (DEN)             | Emi van Driel (NED) · Raïsa Schoon (NED) · 21–13, 21–17                   | Els Vandesteene (BEL) · Maud Catry (BEL)                 |
| Rubavu Open Rubavu, Rwanda US$10 000 21–24 augusti 2019                             | Iris Reinders (NED) · Mexime van Driel (NED) · 21–16, 23–21               | Cecilie Olsen (DEN) · Signe Zibrandtsen (DEN)          | Victoria Palmer (ENG) · Jessica Grimson (ENG) · 21–10, 21–14              | Charlotte Nzayisenga (RWA) · Judith Hakizimana (RWA)     |
| Zhongwei Open Zhongwei, Kina US$50 000 22–25 augusti 2019                           | Wen Shuhui (CHN) · Wang Jingzhe (CHN) · 21–17, 13–21, 15–13               | Sayaka Mizoe (JPN) · Miki Koshikawa (JPN)              | Chen Chunxia (CHN) · Zhu Lingdi (CHN) · 21–13, 21–16                      | Chiyo Suzuki (JPN) · Yurika Sakaguchi (JPN)              |
| FIVB World Tour Finals Rom, Italien US$300 000 4–8 september 2019                   | Laura Ludwig (GER) · Margareta Kozuch (GER) · 21–19, 21–17                | Ágatha Bednarczuk (BRA) · Eduarda Santos Lisboa (BRA)  | Ana Patrícia Ramos (BRA) · Rebecca Cavalcanti (BRA) · 19–21, 21–18, 16–14 | Anouk Vergé-Dépré (SUI) · Joana Heidrich (SUI)           |

### Herrar
| Turnering                                                                                | Mästare                                                                      | Tvåa                                                   | Trea                                                                         | Fyra                                                   |
| ---------------------------------------------------------------------------------------- | ---------------------------------------------------------------------------- | ------------------------------------------------------ | ---------------------------------------------------------------------------- | ------------------------------------------------------ |
| Siófok Open Siófok, Ungern US$10 000 23–26 augusti 2018                                  | Romain Di Giantommaso (FRA) · Jérémy Silvestre (FRA) · 21–15, 18–21, 15–12   | Patrikas Stankevičius (LTU) · Matas Navickas (LTU)     | Eric Stadie (GER) · Robin Sowa (GER) · 21–18, 21–19                          | Đorđe Klašnić (SRB) · Marko Plavšić (SRB)              |
| Montpellier Open Montpellier, Frankrike US$10 000 28 augusti–1 september 2018            | Édouard Rowlandson (FRA) · Olivier Barthélémy (FRA) · 21–15, 21–12           | Youssef Krou (FRA) · Quincy Ayé (FRA)                  | Romain Di Giantommaso (FRA) · Jérémy Silvestre (FRA) · 21–16, 25–27, 15–10   | Florian Breer (SUI) · Yves Haussener (SUI)             |
| Qinzhou Open Qinzhou, Kina US$75 000 30 september–4 oktober 2018                         | Tri Bourne (USA) · Trevor Crabb (USA) · 21–18, 21–9                          | Taras Myskiv (RUS) · Valeriy Samoday (RUS)             | Dries Koekelkoren (BEL) · Tom van Walle (BEL) · 21–13, 21–13                 | Cole Durant (AUS) · Damien Schumann (AUS)              |
| Caspian Sea Series Bandar Torkaman Tour Bandar Torkaman, Iran US$10 000 2–5 oktober 2018 | Bahman Salemi (IRI) · Arash Vakili (IRI) · 21–11, 22–20                      | Rahman Raoufi (IRI) · Abdolhamed Mirzaali (IRI)        | Abbas Pouraskari (IRI) · Aghmohammad Salagh (IRI) · 21–16, 21–11             | Alexey Kuleshov (KAZ) · Artem Petrossyants (KAZ)       |
| Caspian Sea Series Babolsar Tour Babolsar, Iran US$10 000 9–12 oktober 2018              | Rahman Raoufi (IRI) · Abdolhamed Mirzaali (IRI) · 21–19, 21–19               | Alexey Sidorenko (KAZ) · Alexandr Dyachenko (KAZ)      | Alireza Aghajani (IRI) · Abbas Pouraskari (IRI) · 21–18, 21–16               | Danijel Pokeršnik (SLO) · Gašper Plahutnik (SLO)       |
| Yangzhou Open Yangzhou, Kina US$150 000 10–14 oktober 2018                               | Konstantin Semenov (RUS) · Ilya Leshukov (RUS) · 14–21, 21–19, 15–13         | Viacheslav Krasilnikov (RUS) · Oleg Stoyanovskiy (RUS) | Gustavo Carvalhaes (BRA) · Saymon Santos (BRA) · Injury lag B                | Sam Pedlow (CAN) · Sam Schachter (CAN)                 |
| Caspian Sea Series Bandar Anzali Tour Bandar-e Anzali, Iran US$10 000 16–19 oktober 2018 | Alexey Sidorenko (KAZ) · Alexandr Dyachenko (KAZ) · Injury lag A             | Bahman Salemi (IRI) · Arash Vakili (IRI)               | Rahman Raoufi (IRI) · Abdolhamed Mirzaali (IRI) · 21–18, 21–17               | Abbas Pouraskari (IRI) · Alireza Aghajani (IRI)        |
| Las Vegas Open Las Vegas, United States US$150 000 17–21 oktober 2018                    | Christian Sørum (NOR) · Anders Mol (NOR) · 21–13, 21–17                      | Grzegorz Fijałek (POL) · Michał Bryl (POL)             | Viacheslav Krasilnikov (RUS) · Oleg Stoyanovskiy (RUS) · 21–13, 18–21, 20–18 | Trevor Crabb (USA) · Tri Bourne (USA)                  |
| Ljubljana Winter Edition Ljubljana, Slovenien US$10 000 29 november–2 december 2018      | Aliaksandr Dziadkou (BLR) · Pavel Piatrushka (BLR) · 21–19, 21–16            | Selçuk Şekerci (TUR) · Safa Urlu (TUR)                 | Paul Burnett (AUS) · Maximilian Guehrer (AUS) · 16–21, 21–9, 16–14           | Robin Sowa (GER) · Eric Stadie (GER)                   |
| The Hague Open The Hague, Nederländerna US$150 000 2–6 januari 2019                      | Viacheslav Krasilnikov (RUS) · Oleg Stoyanovskiy (RUS) · 21–11, 21–18        | Julius Thole (GER) · Clemens Wickler (GER)             | Konstantin Semenov (RUS) · Ilya Leshukov (RUS) · 21–17, 14–21, 15–12         | Alexander Brouwer (NED) · Robert Meeuwsen (NED)        |
| Vizag Open Indien Visakhapatnam, Indien US$10 000 28 februari–3 mars 2019                | Armin Dollinger (GER) · Simon Kulzer (GER) · w/o                             | Hsieh Ya-jen (TWN) · Wang Chin-ju (TWN)                | Sergiy Grabovskyy (CAN) · Cameron Wheelan (CAN) · 21–15, 21–17               | Hitoshi Murakami (JPN) · Takashi Tsuchiya (JPN)        |
| Sydney Open Sydney, Australien US$75 000 6–10 mars 2019                                  | Marco Grimalt (CHI) · Esteban Grimalt (CHI) · 21–18, 21–12                   | Enrico Rossi (ITA) · Adrian Carambula (ITA)            | Stafford Slick (USA) · William Allen (USA) · w/o                             | Youssef Krou (FRA) · Édouard Rowlandson (FRA)          |
| Kg Speu Open Kampong Speu, Kambodja US$10 000 7–10 mars 2019                             | Maxim Sivolap (RUS) · Artem Yarzutkin (RUS) · 21–18, 21–18                   | Grant Goldschmidt (RSA) · Leo Williams (RSA)           | Mads Rosager (DEN) · Jacob Brinck (DEN) · 21–18, 18–21, 15–10                | Moritz Kindl (AUT) · Arwin Kopschar (AUT)              |
| Doha Open Doha, Qatar US$150 000 12–16 mars 2019                                         | Marco Grimalt (CHI) · Esteban Grimalt (CHI) · 21–15, 21–15                   | Nick Lucena (USA) · Phil Dalhausser (USA)              | Pablo Herrera (ESP) · Adrián Gavira (ESP) · 21–17, 23–21                     | Michał Bryl (POL) · Grzegorz Fijałek (POL)             |
| Siem Reap Open Siem Reap, Kambodja US$50 000 21–24 mars 2019                             | Christoph Dressler (AUT) · Alexander Huber (AUT) · 16–21, 21–13, 15–13       | Maxim Sivolap (RUS) · Artem Yarzutkin (RUS)            | Quentin Métral (SUI) · Yves Haussener (SUI) · 18–21, 21–10, 15–12            | Peter Eglseer (AUT) · Florian Schnetzer (AUT)          |
| SMM Pak Bara Beach in Satun Satun, Thailand US$10 000 8–11 april 2019                    | Denys Denysenko (UKR) · Vladyslav Iemelianchyk (UKR) · 21–10, 21–14          | Rahman Raoufi (IRI) · Abolhamed Mirzaali (IRI)         | Dmitriy Yakovlev (KAZ) · Sergey Bogatu (KAZ) · 28–26, 14–21, 15–9            | Dunwinit Kaewsai (THA) · Kitti Duangjinda (THA)        |
| Langkawi Open Langkawi, Malaysia US$10 000 11–14 april 2019                              | Daniil Kuvichka (RUS) · Anton Kislytsyn (RUS) · 21–16, 21–15                 | Andrey Bolgov (RUS) · Vladislav Ermilov (RUS)          | Takashi Tsuchiya (JPN) · Hitoshi Murakami (JPN) · 21–15, 21–18               | Adrian Sdebel (POL) · Piotr Ilewicz (POL)              |
| Göteborg Open Gothenburg, Sweden US$10 000 18–21 april 2019                              | Aliaksandr Dziadkou (BLR) · Pavel Piatrushka (BLR) · 21–14, 21–14            | Toms Šmēdiņš (LAT) · Haralds Regža (LAT)               | Selçuk Şekerci (TUR) · Safa Urlu (TUR) · 21–13, 21–14                        | Martin Appelgren (SWE) · Alexander Annerstedt (SWE)    |
| Xiamen Open Xiamen, Kina US$150 000 24–28 april 2019                                     | Viacheslav Krasilnikov (RUS) · Oleg Stoyanovskiy (RUS) · 21–19, 21–13        | Pablo Herrera (ESP) · Adrián Gavira (ESP)              | Cherif Younousse (QAT) · Ahmed Tijan (QAT) · 13–21, 21–15, 15–10             | Enrico Rossi (ITA) · Adrian Carambula (ITA)            |
| Kuala Lumpur Open Kuala Lumpur, Malaysia US$75 000 30 april–4 maj 2019                   | Alison Cerutti (BRA) · Álvaro Morais Filho (BRA) · 24–22, 21–18              | Reid Priddy (USA) · Theo Brunner (USA)                 | John Hyden (USA) · Ryan Doherty (USA) · 21–17, 21–7                          | Alexander Walkenhorst (GER) · Sven Winter (GER)        |
| Itapema Open Itapema, Brasilien US$150 000 15–19 maj 2019                                | Anders Mol (NOR) · Christian Sørum (NOR) · 21–19, 28–26                      | Michał Bryl (POL) · Grzegorz Fijałek (POL)             | Steven van de Velde (NED) · Christiaan Varenhorst (NED) · w/o                | Piotr Kantor (POL) · Bartosz Łosiak (POL)              |
| Aydin Masters Aydın, Turkiet US$50 000 16–19 maj 2019                                    | Maciej Rudoł (POL) · Jakub Szałankiewicz (POL) · 21–14, 19–21, 15–13         | Alex Ranghieri (ITA) · Marco Caminati (ITA)            | Sven Winter (GER) · Alexander Walkenhorst (GER) · 21–16, 21–17               | Jasper Bouter (NED) · Ruben Penninga (NED)             |
| Jinjiang Open Jinjiang, Kina US$150 000 22–26 maj 2019                                   | Anders Mol (NOR) · Christian Sørum (NOR) · 14–21, 21–17, 15–12               | Evandro Oliveira (BRA) · Bruno Oscar Schmidt (BRA)     | George Wanderley (BRA) · André Stein (BRA) · 21–17, 21–10                    | Trevor Crabb (USA) · Tri Bourne (USA)                  |
| Boracay Open Boracay, Filippinerna US$10 000 23–26 maj 2019                              | Banlue Nakprakhong (THA) · Narongdet Kangkon (THA) · 19–21, 22–20, 15–8      | Yuya Ageba (JPN) · Nobuaki Taira (JPN)                 | Jumpei Ikeda (JPN) · Katsuhiro Shiratori (JPN) · 16–21, 26–24, 16–14         | Maximilian Trummer (AUT) · Simon Baldauf (AUT)         |
| Ostrava Open Ostrava, Tjeckien US$150 000 29 maj–2 juni 2019                             | Anders Mol (NOR) · Christian Sørum (NOR) · 17–21, 21–15, 15–10               | Ondřej Perušič (CZE) · David Schweiner (CZE)           | Michał Bryl (POL) · Grzegorz Fijałek (POL) · 10–21, 21–19, 15–7              | Viacheslav Krasilnikov (RUS) · Oleg Stoyanovskiy (RUS) |
| Baden Open Baden, Österrike US$10 000 6–10 juni 2019                                     | Clemens Doppler (AUT) · Alexander Horst (AUT) · 21–16, 21–17                 | Maxim Sivolap (RUS) · Artem Yarzutkin (RUS)            | Alejandro Huerta (ESP) · César Menéndez (ESP) · 21–19, 18–21, 16–14          | Christoph Dressler (AUT) · Alexander Huber (AUT)       |
| Warszawa Open Warszawa, Polen US$150 000 12–16 juni 2019                                 | Evandro Oliveira (BRA) · Bruno Oscar Schmidt (BRA) · 11–21, 21–17, 15–12     | Anders Mol (NOR) · Christian Sørum (NOR)               | Ilya Leshukov (RUS) · Konstantin Semenov (RUS) · 21–19, 17–21, 16–14         | Viacheslav Krasilnikov (RUS) · Oleg Stoyanovskiy (RUS) |
| Ios Island Open Ios, Grekland US$10 000 14–16 juni 2019                                  | Florian Gosselin (FRA) · Jérémy Silvestre (FRA) · 21–16, 15–21, 15–12        | Maxim Sivolap (RUS) · Artem Yarzutkin (RUS)            | David Lenc (CZE) · Filip Habr (CZE) · 19–21, 21–18, 15–11                    | Felix Friedl (AUT) · Maximilian Trummer (AUT)          |
| World Championships Hamburg, Tyskland US$500 000 28 juni–7 juli 2019                     | Viacheslav Krasilnikov (RUS) · Oleg Stoyanovskiy (RUS) · 19–21, 21–17, 15–11 | Julius Thole (GER) · Clemens Wickler (GER)             | Anders Mol (NOR) · Christian Sørum (NOR) · 19–21, 21–15, 15–10               | Tri Bourne (USA) · Trevor Crabb (USA)                  |
| Qidong Open Qidong, Kina US$50 000 4–7 juli 2019                                         | Christoph Dressler (AUT) · Alexander Huber (AUT) · 21–18, 21–13              | Peter Eglseer (AUT) · Florian Schnetzer (AUT)          | Surin Jongklang (THA) · Adisorn Khaolumtarn (THA) · 24–22, 24–22             | Maxim Sivolap (RUS) · Artem Yarzutkin (RUS)            |
| Gstaad Major Gstaad, Schweiz US$300 000 9–13 juli 2019                                   | Anders Mol (NOR) · Christian Sørum (NOR) · 21–17, 21–15                      | Alexander Brouwer (NED) · Robert Meeuwsen (NED)        | Evandro Oliveira (BRA) · Bruno Oscar Schmidt (BRA) · 16–21, 21–17, 15–12     | Paolo Nicolai (ITA) · Daniele Lupo (ITA)               |
| Espinho Open Espinho, Portugal US$150 000 17–21 juli 2019                                | Alison Cerutti (BRA) · Álvaro Morais Filho (BRA) · 21–13, 15–21, 15–9        | George Wanderley (BRA) · André Stein (BRA)             | Mārtiņš Pļaviņš (LAT) · Edgars Točs (LAT) · 21–13, 21–18                     | Marco Grimalt (CHL) · Esteban Grimalt (CHL)            |
| Edmonton Open Edmonton, Kanada US$75 000 17–21 juli 2019                                 | Nico Beeler (SUI) · Marco Krattiger (SUI) · 21–15, 23–25, 15–8               | Grant O'Gorman (CAN) · Ben Saxton (CAN)                | Stafford Slick (USA) · William Allen (USA) · 21–13, 21–16                    | Alex Ranghieri (ITA) · Marco Caminati (ITA)            |
| Tokyo Open Tokyo, Japan US$150 000 24–28 juli 2019                                       | Anders Mol (NOR) · Christian Sørum (NOR) · 21–17, 21–18                      | Nils Ehlers (GER) · Lars Flüggen (GER)                 | Alexander Brouwer (NED) · Robert Meeuwsen (NED) · 21–12, 21–17               | Alison Cerutti (BRA) · Álvaro Morais Filho (BRA)       |
| WT 1 star in Emilia Romagna Cervia, Italien US$10 000 25–28 juli 2019                    | Maksim Hudyakov (RUS) · Igor Velichko (RUS) · 22–20, 15–21, 15–12            | Florian Ertl (AUT) · Johannes Kratz (AUT)              | Maxim Sivolap (RUS) · Artem Yarzutkin (RUS) · 21–19, 21–14                   | Grant Goldschmidt (RSA) · Leo Williams (RSA)           |
| Vienna Major Wien, Österrike US$300 000 31 juli–4 augusti 2019                           | Anders Mol (NOR) · Christian Sørum (NOR) · 21–11, 21–17                      | Alison Cerutti (BRA) · Álvaro Morais Filho (BRA)       | Michał Bryl (POL) · Grzegorz Fijałek (POL) · 21–17, 17–21, 15–11             | Phil Dalhausser (USA) · Nick Lucena (USA)              |
| Ljubljana Open Ljubljana, Slovenien US$10 000 1–4 augusti 2019                           | Tadej Boženk (SLO) · Vid Jakopin (SLO) · 16–21, 21–18, 15–11                 | Jan Pokeršnik (SLO) · Nejc Zemljak (SLO)               | Yorick de Groot (NED) · Mees Blom (NED) · 21–18, 21–18                       | Florian Ertl (AUT) · Johannes Kratz (AUT)              |
| Malbork Open Malbork, Polen US$10 000 1–4 augusti 2019                                   | Michał Kądzioła (POL) · Marcin Ociepski (POL) · 23–21, 21–17                 | Patrikas Stankevičius (LTU) · Audrius Knašas (LTU)     | Mariusz Prudel (POL) · Mikolaj Miszczuk (POL) · 24–22, 21–15                 | Martin Chiniewicz (POL) · Michal Korycki (POL)         |
| Beacharena Vaduz Vaduz, Liechtenstein US$10 000 7–11 augusti 2019                        | Moritz Kindl (AUT) · Mathias Seiser (AUT) · 17–21, 21–19, 16–14              | Daniil Kuvichka (RUS) · Anton Kislytsyn (RUS)          | Jasper Bouter (NED) · Ruben Penninga (NED) · 21–18, 21–15                    | Florian Ertl (AUT) · Johannes Kratz (AUT)              |
| Miguel Pereira Open Miguel Pereira, Brasilien US$10 000 8–11 augusti 2019                | Renato Carvalho (BRA) · Rafael Carvalho (BRA) · 21–19, 24–22                 | Arthur Lanci (BRA) · Adrielson Silva (BRA)             | Hevaldo Moreira (BRA) · Vinícius Freitas (BRA) · 12–21, 21–15, 15–13         | Joalisson Gomes (BRA) · Leonardo Vieira (BRA)          |
| Budapest Open Budapest, Ungern US$10 000 8–11 augusti 2019                               | Samuele Cottafava (ITA) · Jakob Windisch (ITA) · 21–16, 19–21, 15–9          | Daniel Bergerud (NOR) · Lars Retterholt (NOR)          | Toms Šmēdiņš (LAT) · Haralds Regža (LAT) · 21–18, 23–21                      | Kensuke Shōji (JPN) · Masato Kurasaka (JPN)            |
| Moscow Open Moskva, Ryssland US$150 000 14–18 augusti 2019                               | Aleksandrs Samoilovs (LAT) · Jānis Šmēdiņš (LAT) · 21–12, 21–16              | Alison Cerutti (BRA) · Álvaro Morais Filho (BRA)       | Julius Thole (GER) · Clemens Wickler (GER) · w/o                             | Gustavo Carvalhaes (BRA) · Saymon Santos (BRA)         |
| Knokke-Heist Open Knokke-Heist, Belgien US$10 000 15–18 augusti 2019                     | Jérémy Silvestre (FRA) · Timothée Platre (FRA) · 21–18, 19–21, 17–15         | Pavel Shustrov (RUS) · Alexey Gusev (RUS)              | Maximilian Trummer (AUT) · Mathias Seiser (AUT) · 21–15, 21–13               | Anshel ver Eecke (BEL) · Tim Lemmens (BEL)             |
| Rubavu Open Rubavu, Rwanda US$10 000 21–24 augusti 2019                                  | Kensuke Shōji (JPN) · Masato Kurasaka (JPN) · 12–21, 21–17, 17–15            | Jacob Stormly (DEN) · Nicolai Overgaard (DEN)          | Javier Bello (ENG) · Joaquin Bello (ENG) · 21–18, 21–15                      | Hitoshi Murakami (JPN) · Keisuke Shimizu (JPN)         |
| Jūrmala Open Jūrmala, Lettland US$75 000 21–25 augusti 2019                              | Aleksandrs Samoilovs (LAT) · Jānis Šmēdiņš (LAT) · 23–21, 21–14              | Kusti Nõlvak (EST) · Mart Tiisaar (EST)                | Aliaksandr Dziadkou (BLR) · Pavel Piatrushka (BLR) · 21–19, 21–16            | Armin Dollinger (GER) · Eric Stadie (GER)              |
| Salalah Open Salala, Oman US$10 000 24–27 augusti 2019                                   | Daniel Thomsen (DEN) · Morten Overgaard (DEN) · 21–23, 21–11, 15–9           | Haitham Alshereiqi (OMA) · Ahmed Alhousni (OMA)        | Piotr Janiak (POL) · Piotr Ilewicz (POL) · 21–15, 12–21, 15–9                | Nouh Al-Jalbubi (OMA) · Mazin Alhashmi (OMA)           |
| Montpellier Open Montpellier, Frankrike US$10 000 27–31 augusti 2019                     | Dirk Boehlé (NED) · Stefan Boermans (NED) · 25–23, 21–15                     | Quincy Ayé (FRA) · Arnaud Gauthier-Rat (FRA)           | Laurenz Leitner (AUT) · Florian Schnetzer (AUT) · 21–15, 25–27, 15–8         | Michael Murauer (AUT) · Arwin Kopschar (AUT)           |
| Oslo Open Oslo, Norway US$10 000 28 augusti–1 september 2019                             | Anders Mol (NOR) · Nils Ringøen (NOR) · 21–16, 21–18                         | Markus Mol (NOR) · Christian Sørum (NOR)               | Hendrik Mol (NOR) · Mathias Berntsen (NOR) · 23–21, 21–10                    | Lars Retterholt (NOR) · Daniel Bergerud (NOR)          |
| FIVB World Tour Finals Rom, Italien US$300 000 4–8 september 2019                        | Viacheslav Krasilnikov (RUS) · Oleg Stoyanovskiy (RUS) · 21–16, 21–16        | Julius Thole (GER) · Clemens Wickler (GER)             | Anders Mol (NOR) · Christian Sørum (NOR) · 21–16, 21–15                      | Jake Gibb (USA) · Taylor Crabb (USA)                   |

## Medaljliga efter land
| Nr                   | Nation               | Guld | Silver | Brons | Totalt |
| -------------------- | -------------------- | ---- | ------ | ----- | ------ |
| 1                    | Ryssland             | 12   | 10     | 5     | 27     |
| 2                    | Brasilien            | 10   | 14     | 13    | 37     |
| 3                    | Norge                | 8    | 4      | 4     | 16     |
| 4                    | USA                  | 7    | 12     | 8     | 27     |
| 5                    | Kanada               | 5    | 3      | 3     | 11     |
| 6                    | Nederländerna        | 5    | 2      | 9     | 16     |
| 7                    | Österrike            | 5    | 2      | 4     | 11     |
| 8                    | Frankrike            | 5    | 2      | 1     | 8      |
| 9                    | Kina                 | 5    | 1      | 1     | 7      |
| 10                   | Japan                | 3    | 6      | 10    | 19     |
| 11                   | Grekland             | 3    | 1      | 1     | 5      |
| 12                   | Tyskland             | 2    | 4      | 4     | 10     |
| 13                   | Iran                 | 2    | 3      | 3     | 8      |
| 14                   | Ukraina              | 2    | 3      | 2     | 7      |
| 15                   | Tjeckien             | 2    | 3      | 1     | 6      |
| 16                   | Polen                | 2    | 2      | 4     | 8      |
| 17                   | Australien           | 2    | 1      | 4     | 7      |
| 18                   | Schweiz              | 2    | 1      | 3     | 6      |
| 19                   | Lettland             | 2    | 1      | 2     | 5      |
| 20                   | Slovenien            | 2    | 1      | 0     | 3      |
| 21                   | Belarus              | 2    | 0      | 1     | 3      |
| 22                   | Chile                | 2    | 0      | 0     | 2      |
| 23                   | Italien              | 1    | 4      | 0     | 5      |
| 24                   | Danmark              | 1    | 3      | 1     | 5      |
| 25                   | Kazakstan            | 1    | 1      | 1     | 3      |
| 26                   | Kinesiska Taipei     | 1    | 1      | 0     | 2      |
| 27                   | Thailand             | 1    | 0      | 1     | 2      |
| 28                   | Colombia             | 1    | 0      | 0     | 1      |
| 29                   | Litauen              | 0    | 3      | 0     | 3      |
| 30                   | Spanien              | 0    | 1      | 2     | 3      |
| 31                   | Turkiet              | 0    | 1      | 1     | 2      |
| 32                   | Estland              | 0    | 1      | 0     | 1      |
| 32                   | Oman                 | 0    | 1      | 0     | 1      |
| 32                   | Rumänien             | 0    | 1      | 0     | 1      |
| 32                   | Sverige              | 0    | 1      | 0     | 1      |
| 32                   | Sydafrika            | 0    | 1      | 0     | 1      |
| 32                   | Vanuatu              | 0    | 1      | 0     | 1      |
| 38                   | England              | 0    | 0      | 3     | 3      |
| 39                   | Belgien              | 0    | 0      | 1     | 1      |
| 39                   | Finland              | 0    | 0      | 1     | 1      |
| 39                   | Indonesien           | 0    | 0      | 1     | 1      |
| 39                   | Qatar                | 0    | 0      | 1     | 1      |
| Totalt (42 nationer) | Totalt (42 nationer) | 96   | 96     | 96    | 288    |